# دریانووو (استان خاسکوو)
دریانووو (به بلغاری: Dryanovo) یک منطقهٔ مسکونی در بلغارستان است که در شهرستان سیمئونوفگراد واقع شده‌است.